# Hans Friesen (Philosoph)
Hans Friesen ist ein deutscher Philosoph.

## Leben
Er studierte Philosophie, Kunstgeschichte, Germanistik, Publizistik- und Kommunikationswissenschaften an der Ruhr-Universität Bochum von 1979 bis 1985 (Magister 1986, Promotion 1990/1991). Nach der Habilitation 2000/2001 an der Brandenburgischen Technischen Universität Cottbus und der Universität Potsdam wurde ihm im Mai 2001  die Lehrbefugnis an der Universität Potsdam erteilt, und im Februar 2002 wurde er zum Privatdozenten an der BTU Cottbus ernannt.

## Schriften (Auswahl)
- Die philosophische Ästhetik der postmodernen Kunst. Würzburg 1995, ISBN 3-88479-997-5.
- Geschichte der Philosophie. Eine illustrierte Einführung. Aachen 2005, ISBN 3-8322-4639-8.
- als Herausgeber mit Markus Wolf: Kunst, Ästhetik, Philosophie. Im Spannungsfeld der Disziplinen. Münster 2013, ISBN 978-3-89785-738-4.
- als Herausgeber mit Markus Wolf: Ökonomische Moral oder moralische Ökonomie? Positionen zu den Grundlagen der Wirtschaftsethik. München 2014, ISBN 3-495-48635-6.